# (4556) Gumilyov
(4556) Gumilyov es un asteroide perteneciente al cinturón de asteroides, descubierto el 27 de agosto de 1987 por Liudmila Karachkina desde el Observatorio Astrofísico de Crimea (República de Crimea).

## Designación y nombre
Designado provisionalmente como 1987 QW10. Fue nombrado Gumilyov en honor al poeta ruso Nikolái Gumiliov figura central del movimiento acmeísta, tendencia poética que era popular entre los intelectuales rusos a principios del siglo XX.

## Características orbitales
Gumilyov está situado a una distancia media del Sol de 2,310 ua, pudiendo alejarse hasta 2,646 ua y acercarse hasta 1,973 ua. Su excentricidad es 0,145 y la inclinación orbital 4,751 grados. Emplea 1282 días en completar una órbita alrededor del Sol.

## Características físicas
La magnitud absoluta de Gumilyov es 13,6. Tiene 5,224 km de diámetro y su albedo se estima en 0,282.